# Vlado Stenzel
Vlado Stenzel (született: Vladimir Štencl, Zágráb, 1934. május 23. –) horvát származású jugoszláv kézilabdázó, kézilabdaedző, az 1972-es olimpián győztes jugoszláv és az 1978-as világbajnokságon aranyérmes nyugatnémet válogatott szövetségi kapitánya.

## Pályafutása
Stenzel játékosként a Prvomajska Zagreb (1964-től Medveščak Zagreb) kapusa volt, tizennyolc éves korában pedig egy alkalommal a jugoszláv válogatottban is pályára lépett.
Húsz évesen kezdett edzősködni, 1964-ben és 1966-ban a Medveščakkal megnyerte a jugoszláv bajnoki címet, 1965-ben pedig döntős volt a Bajnokcsapatok Európa-kupájában, ott azonban csapatával alulmaradt a román Dinamo Bucureștivel szemben. 1967-ben a Crvenka edzője lett, akikkel 1968-ban második helyen végzett a jugoszláv bajnokságban. 1967 és 1972 között a jugoszláv válogatott szövetségi kapitánya volt, 1972-ben olimpiát nyert a csapattal. 
Stenzel már ezt követően tárgyalt a nyugatnémet válogatott irányításáról, ám mivel ezek kezdetekben sikertelen megbeszélések voltak, 1972 őszén az élvonalbeli Essen élére nevezték ki. Végül 1974-ben lett a nyugatnémet válogatott szövetségi kapitánya. Nyolc éven át vezette a csapatot, 1978-ban világbajnoki címet nyert, azonban négy évvel később, a hazai rendezésű világbajnokságon a csapat gyengén szerepelt, Stenzel pedig távozott a válogatott éléről. 1974. július 1-jétől 1982. március 7-éig volt az NSZK válogatottjának szövetségi kapitánya, 176 nemzetközi tétmérkőzésen ült a kispadon, amelyek közül 97-et nyert meg, 20 mérkőzés döntetlennel zárult és 59 találkozót vesztett el vezetésével a csapat. Világbajnoki címe ellenére ez az egyik legrosszabb százalékos mutató a (nyugat)német válogatott történetében, ellenben az ő kapitánykodásának idejére esik a nemzeti csapat leghosszabb veretlenségi sorozata is, ami 1977. március 16-tól 1978. november 16-ig 29 tétmérkőzést foglal magába, 25 győzelemmel.
Szövetségi kapitányi munkája mellett több Bundesliga-csapat edzője is volt, de alsóbb osztályú német klubokat is irányított. Klubedzőként elért legnagyobb sikere az 1988-as Bundesligába való feljutás volt a Bad Schwartauval, illetve 1990-ben a TSH Milbertshofennel megnyerte a Német Kupát.

## Sikerei, díjai
Játékosként
Medveščak Zagreb
- Jugoszláv bajnok: 1953, 1954
- A Horvát Szocialista Köztársaság bajnokságának győztese: 1954, 1955

Edzőként
Medveščak Zagreb
- Jugoszláv bajnok: 1963–64, 1965–66
- Jugoszláv Kupa-győztes: 1965
- Bajnokcsapatok Európa-kupája-döntős: 1964–65

Jugoszlávia
- Mediterrán játékok-győztes: 1967
- Világbajnokság, bronzérmes: 1970
- Olimpiai bajnok: 1972

Nyugat-Németország
- Olimpia, negyedik hely: 1976
- Világbajnok: 1978

Bad Schwartau
- Handball-Bundesliga, Regional league - feljutás: 1987–88

Milbertshofen
- Német Kupa-győztes: 1990

Anhalt-Bernburg
- Handball-Bundesliga Regional league - feljutás: 2000–01

## Családja
Nős, felesége Diana. Négy gyermekük született, Vanda, Vlatko, Helena és Daniel.

## Megjelenése televíziós műsorokban
Szerepelt a Fallwurf Böhme – Die wundersamen Wege eines Linkshänders című, Wolfgang Böhme életéről szóló dokumentumfilmben. 